# Strongylophthalmyia ustulata
Strongylophthalmyia ustulata är en tvåvingeart som först beskrevs av Zetterstedt 1847. Enligt Catalogue of Life ingår Strongylophthalmyia ustulata i släktet Strongylophthalmyia och familjen långbensflugor, men enligt Dyntaxa är tillhörigheten istället släktet Strongylophthalmyia och familjen bastflugor. Arten är reproducerande i Sverige. Inga underarter finns listade i Catalogue of Life.